# Senyoria de Lavardin
|  | Per a altres significats, vegeu «senyoria de Lavardin (Vendôme)». |

Lavardin fou una senyoria francesa del Maine. Va adquirir la castellania de Tucé el 1529 i la baronia de Lavardin fou elevada a marquesat el 1601.
Els primers senyors apareixen al segle xi amb Hug de Lavardin casat amb Helpès i en segones noces amb Odelina o Emmelina de Beaumont, senyora de Bazoges i de Sainte-Christine; va deixar com a hereva de Lavardin a la seva fill Avelina (del primer matrimoni) casada amb Sehebrand de Mayenna; del segon matrimoni va deixar a Lisois que fou senyor de Bazogues i Sainte-Christine i senyor d'Amboise per dret de la seva dona; a Auger, senyor de Bazogues cedida per Lisois quan va adquirir Amboise (Auger fou pare d'Hug que el va succeir a Bazogues); i a Alberic senyor de Sainte-Christine per cessió de Lisois quan va adquirir Amboise.
Els senyors de Lavardin de la casa de Mayenne van començar amb Sehebrand casat amb Avelina de Lavardin, que foren els pares de Salomó I de Lavardin (+1062). Es va casar amb Adela i va tenir sis filles. La tercera, Avelina II, la més gran que vivia quan va morir el pare, va heretar i es va casar amb Hervé de Baugency, fill de Lancelí II senyor de Beaugency, que fou senyor de Lavardin de iure uxoris fins a la seva mort el 1079. Després hauria nascut un fill pòstum de Salomó, de nom Aimeric Gaymard, que ja més gran va poder recollir la successió i es va casar tres vegades, amb Agnès, amb Godehilda, i amb Maria de Preuilly i foren els pares de Joan, senyor de Lavardin que apareix esmentat en carta del 1188.